# Joga tišine
Joga tišine je usmerjena k znanju (epistemologiji) in se vsebinsko navezuje na filozofijo nedvojnosti. Poučevanje nedvojnosti (ali advaite) je bilo povezano z monizmom. Jogo tišine je utemeljil in ustanovil mojster advaite Madhukar. 
Med jogo tišine ni uporabe fizičnih ali miselnih tehnik (denimo asan, meditacije). Zahodna veja Jnana joge (joge spoznanja) je usmerjena k neposrednemu samouresničenju. Klasično filozofsko izročilo govori o zavedanju sebe oziroma samozavedanju. V jogijskem izročilu »tišina« označuje brezčasen izvor obstoja, v katerem vse nastane in nato ponovno izgine. 
Bistvo joge tišine je človekova osredotočenost na tišino, z namenom da bi postal »eno« z njo. To pomeni, da bi se notranje umiril. 
Tako izkušnja tišine ne predstavlja začasne meditativne zatopljenosti vase. Prej več, kajti njeno bistvo je doseganje zlitja z brezmejno zavestjo. Posledica tega je samozaznavanje, za katerega velja, da je izvor življenjske vedrine in radosti. 
»Tišina je najmogočnejša sila v vesolju. V tišini lahko odložimo pomembnost svoje osebnosti in prepoznamo svojo svobodo« (Madhukar, Weimarske vizije, 10/2009).
Joga tišine poteka javno v obliki dnevnih srečanj oziroma večdnevnih umikov vase.